# Селфруен
Селфруен (фр. Cellefrouin) насеље је и општина у западној Француској у региону Поату-Шарант, у департману Шарант која припада префектури Ангулем.
По подацима из 2011. године у општини је живело 560 становника, а густина насељености је износила 13,97 становника/km². Општина се простире на површини од 40,09 km². Налази се на средњој надморској висини од 142 метара (максималној 189 m, а минималној 81 m).

## Демографија
| 1962. | 1968. | 1975. | 1982. | 1990. | 1999. | 2011. |
| ----- | ----- | ----- | ----- | ----- | ----- | ----- |
| 620   | 730   | 593   | 580   | 563   | 508   | 560   |

График промене броја становника у току последњих година